# Spojené státy evropské

Vlajka Evropy a současné Evropské unie

Spojené státy evropské, Evropský stát,  Evropská federace nebo Federální Evropa, je hypotetický scénář Evropské integrace vedoucí k vytvoření suverénního státu (podobně jako Spojené státy americké), organizovaného jako federace členských zemí Evropské unie (EU), jak uvažují politologové, politici, geografové, historici, futurologové a spisovatelé beletrie. V současnosti, i když EU není federací, různí akademičtí pozorovatelé se domnívají, že má některé vlastnosti federálního systému.

## Dějiny
Během staletí se vyvíjely různé verze tohoto konceptu, z nichž mnohé jsou vzájemně neslučitelné (začlenění nebo vyloučení Spojeného království, sekulární nebo náboženská unie atd.). Mezi takové návrhy patří návrhy českého krále Jiřího z Poděbrad z roku 1464 a plán Williama Penna, kvakerského zakladatele Pensylvánie, na „evropský mír ustanovením evropského parlamentu“ z roku 1693. George Washington také údajně vyjádřil podporu pro „Spojené státy evropské“, ačkoli pravost tohoto prohlášení byla zpochybňována.

### 19. století
Historik Felix Markham uvádí, že Napoleon Bonaparte během rozhovoru na Svaté Heleně řekl: „Evropa takto rozdělená na národnosti svobodně vytvořené a vnitřně svobodné, mír mezi státy by byl snazší: Spojené státy evropské by se staly možností.“ „Spojené státy evropské“ byl také název konceptu předloženého polským přírodovědcem Wojciechem Jastrzębowskim v dokumentu O věčném míru mezi národy, publikované během listopadového povstání roku 1831 v den výročí ústavy z 3. května 1791. Dokument se skládal ze 77 článků. Předpokládané Spojené státy evropské měly být spíše mezinárodní organizací než státem. Giuseppe Mazzini, raný zastánce „Spojených států evropských“, považoval evropské sjednocení za logické pokračování sjednocení Itálie.  Mazzini vytvořil hnutí Mladá Evropa.

Termín „Spojené státy evropské“ (francouzsky: États-Unis d'Europe) použil Victor Hugo, a to i během projevu na Mezinárodním mírovém kongresu konaném v Paříži v roce 1849:
„Přijde den, kdy se válka mezi Paříží a Londýnem, Petrohradem a Berlínem, Vídní a Turínem stane stejně absurdní a nemožnou, jako je dnes představa války mezi Rouenem a Amiensem, mezi Bostonem a Filadelfií. Přijde den, kdy ty, Francie, ty, Rusko, ty, Itálie, ty, Anglie, ty, Německo, vy všechny národy kontinentu, aniž byste ztratily své individuální přednosti a nádhernou osobitost, budete úzce spojeni ve vyšší celek a utvoříte evropské bratrství, stejně jako Normandie, Bretaň, Burgundsko, Lotrinsko, Alsasko a všechny naše provincie jsou spojeny ve Francii. Přijde den, kdy jediným bitevním polem budou trhy otevřené obchodům a mysli otevřené nápadům. Přijde den, kdy kulky a bomby nahradí volební hlasy, všeobecné volební právo pro všechny občany, uznávaná arbitráž velkého svrchovaného senátu, který bude Evropě tím, čím je Anglii parlament, Německu sněm a Francii národní shromáždění. Přijde den, kdy budeme vystavovat děla v muzeích, jako dnes vystavujeme mučící nástroje a divíme se, že takové věci byly kdy možné. Přijde den, kdy uvidíme ty dvě obrovské skupiny, Spojené státy americké a Spojené státy evropské, jak stojí tváří v tvář, podávají si ruce přes moře, vyměňují si zboží, jejich obchod, jejich průmysl, jejich umění, jejich důmysl zúrodňují Zemi, kolonizují pouště, vylepšují výtvor pod dohledem Tvůrce a ve prospěch blahobytu všech spojují dohromady své nezměrné síly, přátelství lidí a moc Boží.“
V roce 1867 se Giuseppe Garibaldi a John Stuart Mill připojili k Victoru Hugovi na prvním kongresu Ligy míru a svobody v Ženevě. Anarchista Michail Bakunin zde prohlásil: „K dosažení vítězství svobody, spravedlnosti a míru v evropských mezinárodních vztazích a ke znemožnění občanské války mezi různými národy, které tvoří evropskou rodinu, je jen jediná cesta: vytvořit Spojené státy evropské.“.

### Počátek 20. století
| „                | V kapitalistickém režimu jsou Spojené státy evropské buď nemožné, nebo reakční. | “ |
| — Vladimir Lenin |                                                                                 |   |

Před komunistickou revolucí v Rusku Lev Trockij předvídal „Evropskou federativní republiku – Spojené státy evropské“, vytvořenou proletariátem. Po první světové válce začali někteří myslitelé a vizionáři znovu vznášet myšlenky na politicky sjednocenou Evropu. Panevropské hnutí získalo určitou dynamiku od 20. let 20. století vytvořením Panevropské unie, založené na manifestu Richarda von Coudenhove-Kalergiho z roku 1923 Paneuropa, který představoval myšlenku sjednoceného evropského státu. Toto hnutí vedené Coudenhove-Kalergim a následně Otto von Habsburgem, je nejstarší evropské sjednocovací hnutí. V roce 1923 založil rakouský hrabě Richard von Coudenhove-Kalergi Panevropské hnutí a hostil První panevropský kongres, který se konal ve Vídni v roce 1926. Cílem byla Evropa založená na principech liberalismu, křesťanství a společenské odpovědnosti.
Jeho myšlenky ovlivnily francouzského premiéra Aristida Brianda, který 8. září 1929 přednesl projev před Shromážděním Společnosti národů, ve kterém navrhl myšlenku federace evropských národů založené na solidaritě a ve snaze o ekonomickou prosperitu a politickou a sociální spolupráci. Na žádost Ligy předložil Briand v roce 1930 své „Memorandum o organizaci režimu Evropské federální unie“ pro vládu Francie.

Po první světové válce viděl Winston Churchill kontinentální Evropu jako zdroj hrozeb a snažil se vyhnout zapojení Spojeného království do evropských konfliktů. V únoru 1930 Churchill v americkém časopise The Saturday Evening Post poznamenal, že „Evropská unie“ by byla možná mezi kontinentálními státy, ale bez účasti Spojeného království:
Nevidíme nic jiného než dobro a doufáme v bohatší, svobodnější a spokojenější evropskou pospolitost. Ale máme svůj vlastní sen a svůj vlastní úkol. Jsme s Evropou, ale ne z ní. Jsme spojeni, ale ne kompromitováni. Zajímáme se a spojujeme se, ale nejsme pohlceni.
Během třicátých let byl Churchill ovlivněn a stal se zastáncem myšlenek Richarda von Coudenhove-Kalergiho a jeho Panevropské unie, ačkoli Churchill neobhajoval členství Spojeného království v takové unii (Churchill se k této myšlence vrátil v roce 1946).
V roce 1941 italští antifašisté Altiero Spinelli a Ernesto Rossi dokončili psaní Ventotene Manifesto, povzbuzujícího k vytvoření federace evropských států.
Evropská konfederace (německy: Europäischer Staatenbund) byla navrhovaná politická instituce evropské jednoty, která měla být součástí širší restrukturalizace (Neuordnung). Návrh navrhl německý ministr zahraničí Joachim von Ribbentrop, v březnu 1943 a tento koncept odmítl Adolf Hitler.

### Po druhé světové válce
Churchill použil termín „Spojené státy evropské“ v projevu proneseném 19. září 1946 na univerzitě v Curychu ve Švýcarsku. V tomto projevu proneseném po skončení druhé světové války Churchill uzavřel:
Musíme vybudovat jakési Spojené státy evropské. Jen tak budou stamiliony pracujících moci znovu získat prosté radosti a naděje, díky kterým stojí za to žít. 
Zatímco Churchill obhajoval sjednocenou Evropu, viděl Británii a její Commonwealth spolu se Spojenými státy americkými a sovětským Ruskem jako „přátele a sponzory nové Evropy“, oddělené od Spojených států evropských vedených Francií a Německem.
Již 21. října 1942 premiér Churchill v minutě svému ministru zahraničí napsal: „Těším se na Spojené státy evropské, v nichž budou bariéry mezi národy značně minimalizovány a bude možné neomezené cestování“.
Churchillův přístup ("unionistický postoj") k evropské integraci byl opatrnější než kontinentální přístup, který byl znám jako "federalistický postoj". Federalisté obhajovali plnou integraci s ústavou, zatímco Unionistické hnutí sjednocené Evropy obhajoval poradní orgán; federalisté zvítězili na Kongresu Evropy. Primárním úspěchem Kongresu Evropy byl Evropský soud pro lidská práva, který předchází Evropskou unii.
Union Movement byla britská strana založená Oswaldem Mosleym po rozpuštění jeho Britského svazu fašistů. Mosley poprvé představil svou myšlenku „ Evropa a národ “ ve své knize Alternativa v roce 1947. Tvrdil, že tradiční vize nacionalismu, kterou následovaly různé odstíny předválečného fašismu, byla příliš úzká a že - válečná éra vyžadovala nové paradigma, v němž by se Evropa spojila jako jediný stát.
V 50. a 60. letech 20. století se v Evropě objevily dva různé projekty, Evropské sdružení volného obchodu a mnohem političtější Evropské hospodářské společenství.

### Počátek 21. století
Jednotlivci, jako bývalý německý ministr zahraničí Joschka Fischer, řekli (v roce 2000), že věří, že EU se nakonec musí stát jedinou federací, jejíž politický vůdce bude vybrán přímými volbami ze všech jejích občanů. Nicméně tvrzení, že tehdy navrhovaná smlouva z Nice měla za cíl vytvořit „evropský superstát“, byla odmítnuta bývalým evropským komisařem Spojeného království Chrisem Pattenem a vládami mnoha členských států.

## Návrhy na užší spojení
Členské státy Evropské unie mají v rámci EU a jménem EU mnoho společných politik, které někdy připomínají jeden stát. Má společnou exekutivu (Evropskou komisi), jediného vysokého představitele pro společnou zahraniční a bezpečnostní politiku, společnou evropskou bezpečnostní a obrannou politiku, nejvyšší soud (Evropský soudní dvůr – ale pouze ve věcech práva Evropské unie) a mezivládní výzkumnou organizaci (EIROforum se členy jako CERN). O euru se často mluví jako o „jednotné evropské měně“, kterou oficiálně přijalo dvacet zemí EU a tři další členské země Evropské unie propojily své měny s eurem v ERM II. Poté nečlenské státy EU Andorra, Monako, San Marino a Vatikán uzavřely měnové dohody s EU o používání eura. Černá Hora a Kosovo používají euro bez jakékoliv dohody s EU.
Několik celoevropských institucí existuje odděleně od EU. Evropská kosmická agentura čítá téměř všechny členské státy EU ve svém členství, ale je nezávislá na EU a její členství zahrnuje státy, které nejsou členy EU, zejména Švýcarsko, Norsko a v důsledku Brexitu Spojené království. Evropský soud pro lidská práva (nezaměňovat s Evropským soudním dvorem) je také nezávislý na EU. Je součástí Rady Evropy, která stejně jako ESA čítá členy EU i nečleny EU.

### Evropské federalistické organizace
V průběhu času byly vytvořeny různé federalistické organizace podporující myšlenku federální Evropy. Patří mezi ně Panevropská unie, Unie evropských federalistů, Evropské hnutí, (bývalá) Evropská federalistická strana, Postavte se za Evropu a Volt Europa.

#### Panevropská unie
Panevropská unie je nejstarší, doposud existující, hnutí za sjednocení starého kontinentu. Zastává myšlenku politického a hospodářského sjednocení evropských národů na demokratických a přátelských základech. Myšlenkový obsah tohoto hnutí formuloval Richard hrabě Coudenhove-Kalergi

#### Unie evropských federalistů
Unie evropských federalistů (UEF) je evropská nevládní organizace, která bojuje za federální Evropu. Skládá se z 20 zakládajících organizací a působí na evropské, národní a místní úrovni již více než 50 let.

#### Evropské hnutí
Evropské hnutí je lobbistické sdružení, které koordinuje úsilí sdružení a národních rad s cílem podporovat evropskou integraci a šířit o ní informace. [ nutná citace ]

#### Evropská federalistická strana
Evropská federalistická strana byla v letech 2011 až 2016 proevropská, panevropská a federalistická politická strana, která prosazovala další integraci Evropské unie.

#### Postavte se za Evropu
Jako nástupnické hnutí Evropské federalistické strany je Postavte se za Evropu celoevropská nevládní organizace, která obhajuje založení evropské federace. Na rozdíl od hnutí jako UEF nebo bývalé EFP už Postavte se za Evropu neřídí žádné národní úrovně, ale skládá se pouze z týmů regionálních měst a evropské úrovně.

#### Volt Europa
Volt Europa se označuje za panevropské, progresivní hnutí, které stojí za novým a inkluzivním způsobem dělání politiky a které chce přinést změnu pro evropské občany. Strana tvrdí, že k překonání současných i budoucích výzev, jako jsou mimo jiné změna klimatu, ekonomická nerovnost, migrace, mezinárodní konflikty, terorismus a dopad technologické revoluce na pracovní místa, je zapotřebí nový celoevropský přístup. Volt říká, že národní strany jsou vůči těmto výzvám bezmocné, protože překračují národní hranice a Evropané je potřebují jako jeden národ řešit. Jako nadnárodní strana věří, že může pomoci evropskému lidu sjednotit se, vytvořit společnou vizi a porozumění, vyměňovat si osvědčené postupy napříč kontinentem a vymýšlet fungující politiku. Volt Europa je prvním evropským federalistickým hnutím, které zvolilo poslance ve dvou národních parlamentech, konkrétně v Nizozemsku a Bulharsku, a také zvolilo jednoho poslance z Německa.

### Politici

#### Guy Verhofstadt
Po negativních referendech o evropské ústavě ve Francii a Nizozemsku vydal bývalý belgický premiér Guy Verhofstadt v listopadu 2005 svou knihu Verenigde Staten van Europa („Spojené státy evropské“) napsanou v nizozemštině, ve které tvrdí, že je založena o výsledcích dotazníku Eurobarometru – že průměrný evropský občan chce více Evropy. Myslí si, že federální Evropa by měla být vytvořena mezi těmi státy, které si přejí mít federální Evropu (jako formu posílené spolupráce). Jinými slovy, v rámci současné EU by existovalo jádro federální Evropy. Uvádí také, že tyto hlavní státy by měly federalizovat následujících pět oblastí politiky: evropskou sociálně-ekonomickou politiku, technologickou spolupráci, společnou justiční a bezpečnostní politiku, společnou diplomacii a evropskou armádu. Po ratifikaci Lisabonské smlouvy (prosinec 2009) všemi členskými státy EU byla vytvořena osnova společné diplomatické služby, známé jako Služba pro vnější činnost Evropské unie (ESVČ). Dne 20. února 2009 se Evropský parlament také hlasoval pro vytvoření Synchronizovaných ozbrojených sil v Evropě (SAFE) jako první krok k vytvoření skutečné evropské vojenské síly.
Verhofstadtova kniha byla oceněna první cenou Evropské knižní ceny, kterou pořádá sdružení Esprit d'Europe.

#### Viviane Redingová
V roce 2012 Viviane Redingová, lucemburská místopředsedkyně Evropské komise, vyzvala ve svém projevu v německém Pasově a v sérii článků a rozhovorů ke vzniku Spojených států evropských jako způsobu, jak posílit jednotu Evropy.

#### Matteo Renzi
Italský premiér Matteo Renzi v roce 2014 prohlásil, že Itálie pod jeho vedením využije svého půlročního předsednictví Evropské unii k prosazení vzniku Spojených států evropských.

#### Martin Schulz
V prosinci 2017 Martin Schulz , který byl tehdy novým vůdcem Německé sociálnědemokratické strany, vyzval k nové ústavní smlouvě pro „Spojené státy evropské“. Navrhl, aby tato ústava byla sepsána „konvencí, která zahrnuje občanskou společnost a lid“ a že každý stát, který by odmítl přijmout navrhovanou ústavu, by měl opustit blok. Toho dne také prohlásil, že by rád viděl „Spojené státy evropské“ do roku 2025.

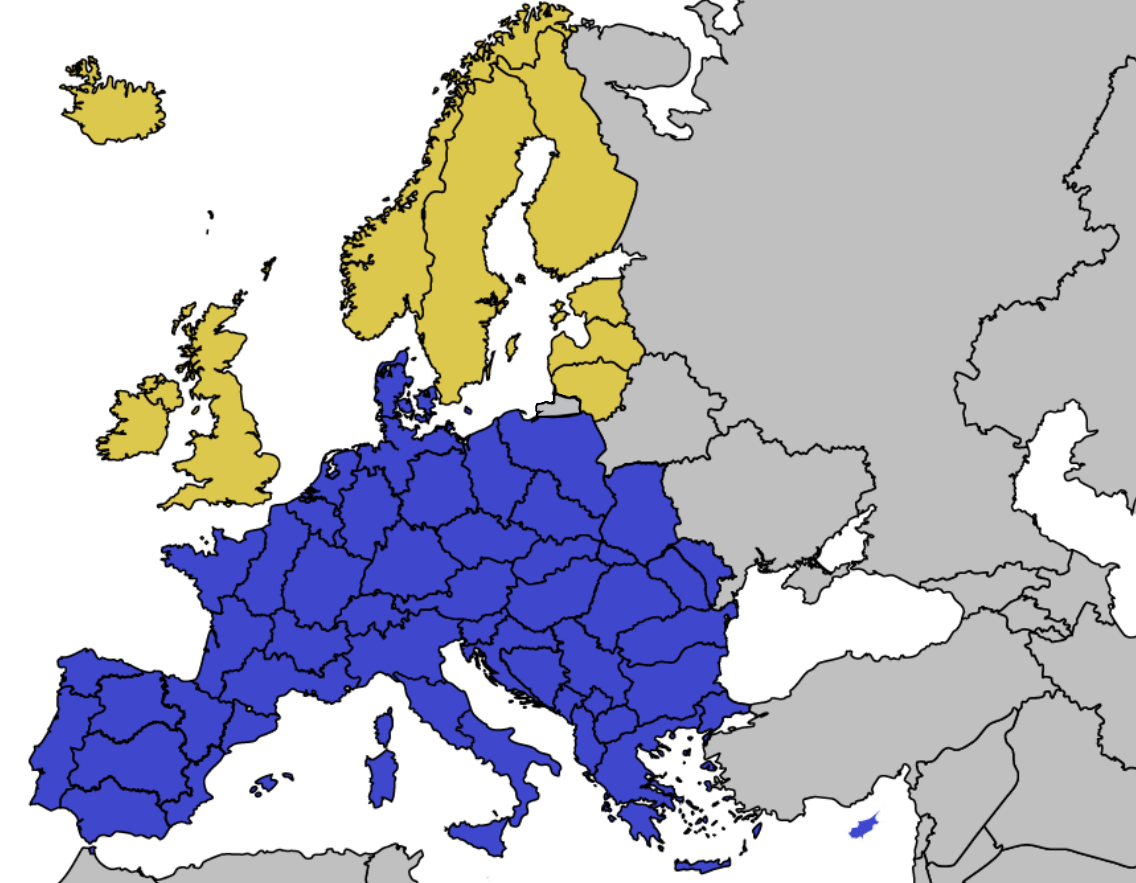
Spojené státy evropské k návrhu společnosti Heineken s opravami po roce 2016
Členové Spojených států evropských (50 států)
Členové Evropské unie (10 zemí)

### Jedinci

#### Freddy Heineken
V roce 1992 nizozemský obchodník Freddy Heineken po konzultaci s historiky univerzity v Leidenu, Henkem Wesselingem a Willem van den Doelem vydal brožuru „Spojené státy evropské, Eurotopie? “. Ve své práci předložil myšlenku vytvoření Spojených států evropských jako konfederace 75 států, které by vznikly podle etnického a jazykového principu s populací 5 až 10 milionů lidí.

## Předpovědi

### Budoucí supervelmoc
Někteří lidé, jako T. R. Reid, Andrew Reding a Mark Leonard, tvrdili, že síla hypotetických Spojených států evropských by mohla potenciálně soupeřit s mocí Spojených států amerických v jednadvacátém století. Leonard uvádí několik faktorů: velkou populaci Evropy, rozsah kombinovaného evropského hospodářství, nízkou míru inflace v Evropě, centrální zeměpisnou polohu Evropy ve světě a relativně vysoce rozvinutou sociální organizaci a kvalitu života některých evropských zemí (pokud je měřena např. jako odpracované hodiny týdně a rozdělení příjmů). Předpoklady o potenciálním plnohodnotném nebo téměř velmocenském postavení vnímaného nadnárodního eurostátu jsou hypotetické povahy a na druhé straně mezi analytiky, odborníky a vědci existují napříč širokým spektrem opačné představy a argumenty.

### Skepticismus
Někteří lidé si myslí, že Evropská unie se pravděpodobně nevyvine v jednotný federální stát kvůli politickému odporu některých členů. Norský odborník na zahraniční politiku a komentátor Asle Toje tvrdil, že moc a dosah Evropské unie se více podobá malé mocnosti. Ve své knize EU jako malá mocnost tvrdí, že EU je odpovědí a funkcí jedinečné historické zkušenosti Evropy v tom, že EU obsahuje pozůstatky ne jednoho, ale pěti minulých evropských řádů. Přestože 90. léta a počátek 21. století ukázaly, že existuje politický prostor pro větší zapojení EU do evropské bezpečnosti, EU nebyla schopna tato očekávání splnit.

Asle Toje vyjadřuje zvláštní znepokojení nad bezpečnostní a obrannou dimenzí EU, kde pokusy o sloučení zdrojů a vytvoření politického konsensu nepřinesly očekávané výsledky. Tyto trendy v kombinaci s posuny v globálních mocenských vzorcích byly patrně doprovázeny posunem ve strategickém myšlení EU, kdy byly velmocenské ambice zmenšeny a nahrazeny tendencí k hedgingu vůči velmocím.

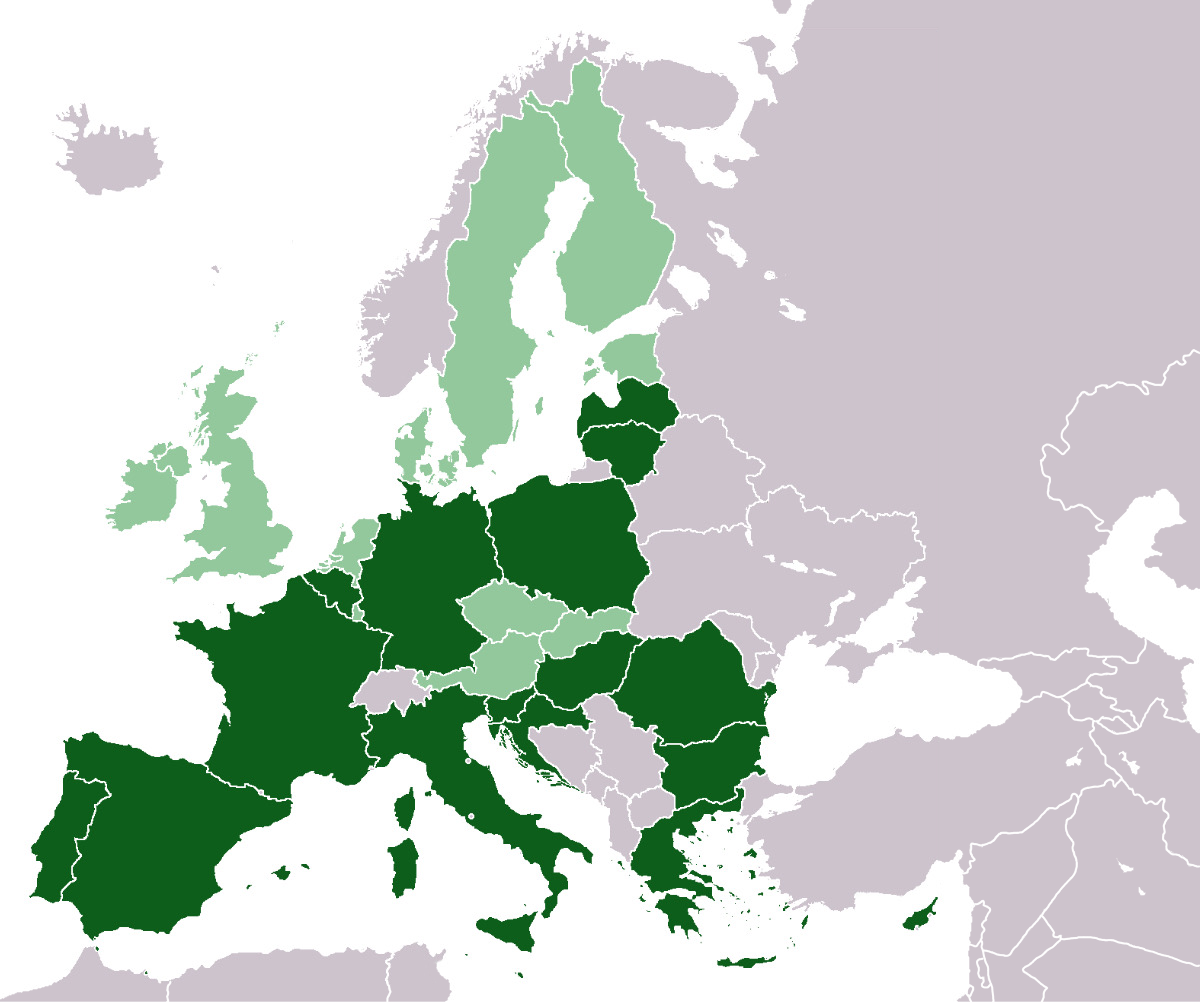
Evropské státy (tmavě zelené), kde je veřejné mínění nakloněno vzniku evropské federace (Eurobarometer, Jaro 2014, p.151).

### Ankety
Podle Eurobarometru (2013) bylo 69 % občanů EU pro přímou volbu předsedy Evropské komise a 46 % podporuje vytvoření jednotné armády EU.
Dvě třetiny respondentů si myslí, že EU (místo národní vlády sama) by měla rozhodovat o zahraniční politice a více než polovina respondentů si myslí, že EU by měla rozhodovat i o obraně.
44 % dotázaných podporuje budoucí vývoj Evropské unie jako federace národních států, 35 % je proti. Severské země byly v této studii vůči sjednocené Evropě nejnegativnější, protože 73 % severských zemí bylo proti této myšlence.  Velká většina lidí, kterým EU vytváří pozitivní obraz, podporuje další rozvoj EU ve federaci národních států (56 % oproti 27 %).